# Johnny Furphy
John William Furphy, född 8 december 2004 i Melbourne, är en australisk professionell basketspelare (SG) som spelar för Indiana Pacers i National Basketball Association (NBA).
Han draftades av San Antonio Spurs i andra rundan i 2024 års draft som 35:e spelare totalt.
Furphy har också studerat vid University of Kansas och spelade samtidigt för universitetets idrottsförening Kansas Jayhawks.